# Bahnstrecke Pragersko–Budapest
| Strecke                                       |              | von Trieste Centrale                        | von Trieste Centrale                        |
| Bahnhof                                       | 0,20         | Pragersko                                   | Pragersko                                   |
| Abzweig geradeaus, nach links und von links   |              | nach Spielfeld-Straß                        | nach Spielfeld-Straß                        |
| Haltepunkt / Haltestelle                      | 3,10         | Šikole                                      | Šikole                                      |
| ehemaliger Haltepunkt / Haltestelle           | 5,20         | Cirkovce                                    | Cirkovce                                    |
| Haltepunkt / Haltestelle                      | 5,70         | Cirkovce                                    | Cirkovce                                    |
| Dienststation / Betriebs- oder Güterbahnhof   | 6,90         | Cirkovce Polje                              | Cirkovce Polje                              |
| Haltepunkt / Haltestelle                      | 8,80         | Strnišče (ehem. Bf)                         | Strnišče (ehem. Bf)                         |
| Bahnhof                                       | 11,10        | Kidričevo                                   | Kidričevo                                   |
| Strecke mit Straßenbrücke                     |              | Avtocesta A4, Europastraße 59               | Avtocesta A4, Europastraße 59               |
| Haltepunkt / Haltestelle                      | 15,30        | Hajdina                                     | Hajdina                                     |
| Brücke über Wasserlauf                        |              | Drau                                        | Drau                                        |
| Bahnhof                                       | 18,10        | Ptuj                                        | Ptuj                                        |
| Bahnhof                                       | 26,50        | Moškanjci                                   | Moškanjci                                   |
| Brücke über Wasserlauf                        |              | Pesnica                                     | Pesnica                                     |
| Haltepunkt / Haltestelle                      | 29,00        | Zamušani                                    | Zamušani                                    |
| Haltepunkt / Haltestelle                      | 30,70        | Osluševci                                   | Osluševci                                   |
| Dienststation / Betriebs- oder Güterbahnhof   | 34,00        | Cvetkovci                                   | Cvetkovci                                   |
| Haltepunkt / Haltestelle                      | 35,80        | Velika Nedelja (ehem. Bf)                   | Velika Nedelja (ehem. Bf)                   |
| Bahnhof                                       | 40,30        | Ormož                                       | Ormož                                       |
| Abzweig geradeaus und nach links              |              | nach Murska Sobota                          | nach Murska Sobota                          |
| Haltepunkt / Haltestelle                      | 43,50        | Frankovci                                   | Frankovci                                   |
| Haltepunkt / Haltestelle                      | 45,90        | Obrež                                       | Obrež                                       |
| Bahnhof                                       | 49,80        | Središče                                    | Središče                                    |
| Grenze                                        | 51,894       | Staatsgrenze Slowenien – Kroatien           | Staatsgrenze Slowenien – Kroatien           |
| Haltepunkt / Haltestelle                      | 53,492       | Macinec (ehem. Bf)                          | Macinec (ehem. Bf)                          |
| Brücke über Wasserlauf                        |              | Trnava                                      | Trnava                                      |
| Haltepunkt / Haltestelle                      | 57,065       | Dunjkovec                                   | Dunjkovec                                   |
| Abzweig geradeaus, nach rechts und von rechts |              | von Zagreb                                  | von Zagreb                                  |
| Bahnhof                                       | 60,846       | Čakovec                                     | Čakovec                                     |
| Abzweig geradeaus und nach links              |              | nach Zalaegerszeg                           | nach Zalaegerszeg                           |
| Haltepunkt / Haltestelle                      | 62,791       | Čakovec-Buzovec                             | Čakovec-Buzovec                             |
| Brücke über Wasserlauf                        |              | Trnava                                      | Trnava                                      |
| Bahnhof                                       | 69,680       | Mala Subotica                               | Mala Subotica                               |
| Strecke mit Straßenbrücke                     |              | Autocesta A4                                | Autocesta A4                                |
| Haltepunkt / Haltestelle                      | 76,006       | Čehovec                                     | Čehovec                                     |
| Bahnhof                                       | 78,228       | Donji Kraljevec                             | Donji Kraljevec                             |
| ehemaliger Haltepunkt / Haltestelle           | 81,350       | Goričan (geplant)                           | Goričan (geplant)                           |
| Haltepunkt / Haltestelle                      | 84,336       | Donji Mihaljevec (ehem. Bf)                 | Donji Mihaljevec (ehem. Bf)                 |
| Bahnhof                                       | 90,894       | Kotoriba                                    | Kotoriba                                    |
| Grenze auf Brücke über Wasserlauf             | 94,204235,90 | Mur, Staatsgrenze Kroatien – Ungarn         | Mur, Staatsgrenze Kroatien – Ungarn         |
| Abzweig geradeaus, nach rechts und von rechts |              | von Barcs                                   | von Barcs                                   |
| Bahnhof                                       | 234,10       | Murakeresztúr                               | Murakeresztúr                               |
| Haltepunkt / Haltestelle                      | 230,00       | Fityeház                                    | Fityeház                                    |
| Überleitstelle / Spurwechsel                  | 227,80       | Bajcsa forgalmi kitérő (Üst)                | Bajcsa forgalmi kitérő (Üst)                |
| Bahnhof                                       | 221,00       | Nagykanizsa                                 | Nagykanizsa                                 |
| Abzweig geradeaus und nach links              |              | nach Sopron                                 | nach Sopron                                 |
| Bahnhof                                       | 214,40       | Nagyrécse                                   | Nagyrécse                                   |
| Bahnhof                                       | 206,00       | Zalaszentjakab                              | Zalaszentjakab                              |
| Strecke mit Straßenbrücke                     |              | Autópálya M7                                | Autópálya M7                                |
| Bahnhof                                       | 200,10       | Zalakomár                                   | Zalakomár                                   |
| Grenze                                        |              | Komitat Zala – Komitat Somogy               | Komitat Zala – Komitat Somogy               |
| ehemaliger Haltepunkt / Haltestelle           |              | Sávoly-Tőzegtelep                           | Sávoly-Tőzegtelep                           |
| Bahnhof                                       | 190,40       | Sávoly                                      | Sávoly                                      |
| Haltepunkt / Haltestelle                      | 184,10       | Vörs                                        | Vörs                                        |
| Abzweig geradeaus und von links               |              | von Zalabér-Batyk und von Tapolca           | von Zalabér-Batyk und von Tapolca           |
| Bahnhof                                       | 180,10       | Balatonszentgyörgy                          | Balatonszentgyörgy                          |
| Abzweig geradeaus und ehemals nach links      |              | nach Tapolca                                | nach Tapolca                                |
| Haltepunkt / Haltestelle                      | 177,00       | Balatonberény                               | Balatonberény                               |
| Blockstelle                                   | 173,60       | Balatonmáriafürdő elágazás (Abzw)           | Balatonmáriafürdő elágazás (Abzw)           |
| Abzweig geradeaus und nach rechts             |              | nach Somogyszob                             | nach Somogyszob                             |
| Bahnhof                                       | 172,20       | Balatonmáriafürdő                           | Balatonmáriafürdő                           |
| Haltepunkt / Haltestelle                      | 169,50       | Máriaszőlőtelep (bis 1968, seit 2018)       | Máriaszőlőtelep (bis 1968, seit 2018)       |
| Haltepunkt / Haltestelle                      | 167,70       | Máriahullámtelep                            | Máriahullámtelep                            |
| Haltepunkt / Haltestelle                      | 166,30       | Balatonfenyves alsó                         | Balatonfenyves alsó                         |
| Strecke von rechts · Strecke                  |              | Schmalspurbahn Balatonfenyves               | Schmalspurbahn Balatonfenyves               |
| Kopfbahnhof Streckenende · Bahnhof            | 163,90       | Balatonfenyves                              | Balatonfenyves                              |
| ehemaliger Haltepunkt / Haltestelle           |              | Balatonfenyves felső                        | Balatonfenyves felső                        |
| Haltepunkt / Haltestelle                      | 161,10       | Alsóbélatelep                               | Alsóbélatelep                               |
| Haltepunkt / Haltestelle                      | 159,00       | Bélatelep                                   | Bélatelep                                   |
| Bahnhof                                       | 156,60       | Fonyód                                      | Fonyód                                      |
| Abzweig geradeaus und nach rechts             |              | nach Kaposvár                               | nach Kaposvár                               |
| Haltepunkt / Haltestelle                      | 153,90       | Fonyódliget                                 | Fonyódliget                                 |
| ehemaliger Haltepunkt / Haltestelle           |              | Jankovich telep                             | Jankovich telep                             |
| Bahnhof                                       | 149,10       | Balatonboglár                               | Balatonboglár                               |
| ehemaliger Haltepunkt / Haltestelle           | 147,10       | Balatonboglár felső                         | Balatonboglár felső                         |
| Haltepunkt / Haltestelle                      | 145,20       | Balatonlelle                                | Balatonlelle                                |
| Bahnhof                                       | 143,10       | Balatonlelle felső                          | Balatonlelle felső                          |
| Überleitstelle / Spurwechsel                  | 141,00       | Balatonszemes elágazás (Üst)                | Balatonszemes elágazás (Üst)                |
| Bahnhof                                       | 138,40       | Balatonszemes                               | Balatonszemes                               |
| Bahnhof                                       | 133,70       | Balatonszárszó                              | Balatonszárszó                              |
| Haltepunkt / Haltestelle                      | 129,20       | Balatonföldvár                              | Balatonföldvár                              |
| Bahnhof                                       | 127,40       | Szántód-Kőröshegy                           | Szántód-Kőröshegy                           |
| Haltepunkt / Haltestelle                      | 123,40       | Zamárdi                                     | Zamárdi                                     |
| Bahnhof                                       | 121,40       | Zamárdi felső                               | Zamárdi felső                               |
| Haltepunkt / Haltestelle                      | 119,50       | Balatonszéplak alsó                         | Balatonszéplak alsó                         |
| Haltepunkt / Haltestelle                      | 117,50       | Balatonszéplak felső                        | Balatonszéplak felső                        |
| Brücke über Wasserlauf                        |              | Sió-Kanal                                   | Sió-Kanal                                   |
| Bahnhof                                       | 114,60       | Siófok                                      | Siófok                                      |
| Dienststation / Betriebs- oder Güterbahnhof   | 113,60       | Siófok-Teher                                | Siófok-Teher                                |
| Abzweig geradeaus und nach rechts             |              | nach Kaposvár                               | nach Kaposvár                               |
| ehemaliger Haltepunkt / Haltestelle           |              | Aranypart (geplant)                         | Aranypart (geplant)                         |
| ehemaliger Haltepunkt / Haltestelle           | 112,10       | Siófok-Tisztviselőtelep                     | Siófok-Tisztviselőtelep                     |
| Haltepunkt / Haltestelle                      | 110,60       | Szabadifürdő                                | Szabadifürdő                                |
| Bahnhof                                       | 108,80       | Szabadisóstó                                | Szabadisóstó                                |
| Grenze                                        |              | Komitat Somogy – Komitat Veszprém           | Komitat Somogy – Komitat Veszprém           |
| ehemaliger Haltepunkt / Haltestelle           |              | Gamásza                                     | Gamásza                                     |
| Haltepunkt / Haltestelle                      | 104,30       | Balatonvilágos                              | Balatonvilágos                              |
| Bahnhof                                       | 101,80       | Balatonaliga                                | Balatonaliga                                |
| Strecke mit Straßenbrücke                     |              | Autópálya M7                                | Autópálya M7                                |
| Grenze                                        |              | Komitat Veszprém – Komitat Fejér            | Komitat Veszprém – Komitat Fejér            |
| Abzweig geradeaus und von rechts              |              | von Dombóvár                                | von Dombóvár                                |
| Bahnhof                                       | 94,80        | Lepsény                                     | Lepsény                                     |
| Abzweig geradeaus und nach links              |              | nach Hajmáskér                              | nach Hajmáskér                              |
| Haltepunkt / Haltestelle                      | 89,40        | Polgárdi-Tekerespuszta                      | Polgárdi-Tekerespuszta                      |
| Bahnhof                                       | 84,20        | Kiscséripuszta                              | Kiscséripuszta                              |
| Abzweig geradeaus und von links               |              | von Tapolca                                 | von Tapolca                                 |
| Bahnhof                                       | 77,10        | Szabadbattyán                               | Szabadbattyán                               |
| Abzweig geradeaus und nach rechts             |              | nach Börgönd                                | nach Börgönd                                |
| Strecke mit Straßenbrücke                     |              | Autópálya M7                                | Autópálya M7                                |
| ehemaliger Haltepunkt / Haltestelle           |              | Sóstelep                                    | Sóstelep                                    |
| Haltepunkt / Haltestelle                      | 70,40        | Székesfehérvár-Repülőtér                    | Székesfehérvár-Repülőtér                    |
| Abzweig geradeaus und von links               |              | von Komárom und von Celldömölk              | von Komárom und von Celldömölk              |
| Bahnhof                                       | 67,00        | Székesfehérvár                              | Székesfehérvár                              |
| Abzweig geradeaus und nach rechts             |              | von Pusztaszabolcs                          | von Pusztaszabolcs                          |
| Abzweig geradeaus und nach links              |              | von Bicske                                  | von Bicske                                  |
| Strecke mit Straßenbrücke                     |              | Autópálya M7                                | Autópálya M7                                |
| Überleitstelle / Spurwechsel                  | 57,50        | Ódinnyés forgalmi kitérő (Üst, bis 2010 Bf) | Ódinnyés forgalmi kitérő (Üst, bis 2010 Bf) |
| Haltepunkt / Haltestelle                      | 55,60        | Dinnyés (seit 2010)                         | Dinnyés (seit 2010)                         |
| Haltepunkt / Haltestelle                      | 52,00        | Agárd                                       | Agárd                                       |
| Bahnhof                                       | 50,20        | Gárdony                                     | Gárdony                                     |
| Haltepunkt / Haltestelle                      | 47,90        | Velencefürdő                                | Velencefürdő                                |
| Haltepunkt / Haltestelle                      | 46,40        | Velence                                     | Velence                                     |
| Bahnhof                                       | 43,40        | Kápolnásnyék                                | Kápolnásnyék                                |
| Haltepunkt / Haltestelle                      | 41,00        | Pettend                                     | Pettend                                     |
| Haltepunkt / Haltestelle                      | 35,90        | Baracska                                    | Baracska                                    |
| Bahnhof                                       | 32,70        | Martonvásár                                 | Martonvásár                                 |
| Grenze                                        |              | Komitat Fejér – Komitat Pest                | Komitat Fejér – Komitat Pest                |
| Bahnhof                                       | 24,00        | Tárnok                                      | Tárnok                                      |
| Abzweig geradeaus und nach links              |              | Verbindungskurve nach Érd elágazás          | Verbindungskurve nach Érd elágazás          |
| Kreuzung geradeaus unten                      |              | Szentlőrinc–Budapest-Kelenföld              | Szentlőrinc–Budapest-Kelenföld              |
| Abzweig geradeaus und von rechts              |              | Verbindungskurve von Érd                    | Verbindungskurve von Érd                    |
| Blockstelle                                   |              | Érd alsó elágazás (Abzw)                    | Érd alsó elágazás (Abzw)                    |
| Haltepunkt / Haltestelle                      | 19,80        | Érd alsó (bis 2012 Bf)                      | Érd alsó (bis 2012 Bf)                      |
| Grenze                                        |              | Komitat Pest – Stadt Budapest               | Komitat Pest – Stadt Budapest               |
| Haltepunkt / Haltestelle                      | 17,50        | Tétényliget                                 | Tétényliget                                 |
| Strecke mit Straßenbrücke                     |              | Autópálya M6                                | Autópálya M6                                |
| Dienststation / Betriebs- oder Güterbahnhof   | 16,00        | Nagytétény (Personenverkehr bis 2012)       | Nagytétény (Personenverkehr bis 2012)       |
| Haltepunkt / Haltestelle                      | 14,70        | Kastélypark                                 | Kastélypark                                 |
| Strecke mit Straßenbrücke                     |              | Autóút M0                                   | Autóút M0                                   |
| Kreuzung geradeaus unten                      |              | Schleppgleis Hefefabrik–Háros               | Schleppgleis Hefefabrik–Háros               |
| Haltepunkt / Haltestelle                      | 9,10         | Budafok                                     | Budafok                                     |
| Haltepunkt / Haltestelle                      | 7,10         | Albertfalva (Hp und Awanst, bis 2012 Bf)    | Albertfalva (Hp und Awanst, bis 2012 Bf)    |
| Abzweig geradeaus und nach rechts             |              | Anschlussgleis Betriebshof Metró-Linie 4    | Anschlussgleis Betriebshof Metró-Linie 4    |
| Abzweig geradeaus und von links               |              | von Szentlőrinc und von Hegyeshalom         | von Szentlőrinc und von Hegyeshalom         |
| Bahnhof                                       | 4,20         | Budapest-Kelenföld                          | Budapest-Kelenföld                          |
| Abzweig geradeaus und nach rechts             |              | nach Budapest-Keleti                        | nach Budapest-Keleti                        |
| Abzweig geradeaus und ehemals von rechts      |              | Verbindungskurve von Buda elágazás          | Verbindungskurve von Buda elágazás          |
| Tunnel                                        |              | Tunnel Gellértberg (361 m)                  | Tunnel Gellértberg (361 m)                  |
| Abzweig mit U-Bahn geradeaus und nach links   |              | Verbindung zur Straßenbahn Budapest         | Verbindung zur Straßenbahn Budapest         |
| Kopfbahnhof Streckenende                      | 0,00         | Budapest-Déli                               | Budapest-Déli                               |

| Strecke                          |     | von Budapest-Kelenföld | von Budapest-Kelenföld |
| Blockstelle                      | 0,0 | Érd elágazás (Abzw)    | Érd elágazás (Abzw)    |
| Abzweig geradeaus und nach links |     | nach Szentlőrinc       | nach Szentlőrinc       |
| Abzweig geradeaus und von links  |     | von Budapest-Déli      | von Budapest-Déli      |
| Bahnhof                          | 3,5 | Tárnok                 | Tárnok                 |
| Strecke                          |     | nach Pragersko         | nach Pragersko         |
|                                  |     |                        |                        |
| Quellen:                         |     |                        |                        |

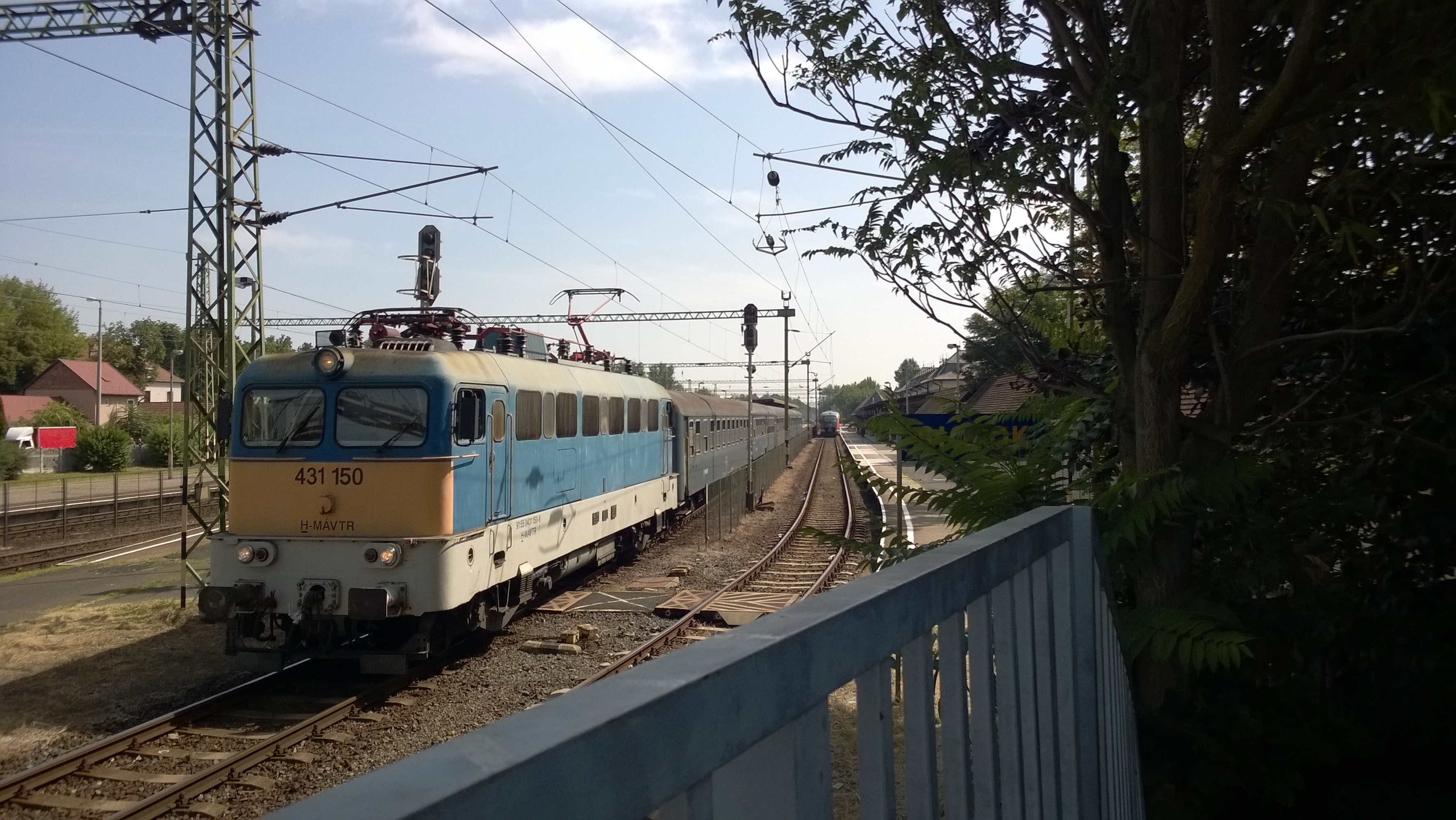
Ungarische Ellok der Baureihe V43 mit Eilzug in Siófok (2014)

Die Bahnstrecke Pragersko–Budapest ist eine normalspurige Eisenbahnstrecke in Slowenien, Kroatien und Ungarn, die ursprünglich von der k.k. privilegierten Südbahn-Gesellschaft erbaut und betrieben und daher auch Südbahn (ungarisch Déli vasút) genannt wurde. Sie führt von Pragersko über Ptuj und Ormož in Slowenien nach Čakovec in Kroatien und weiter über Murakeresztúr, Nagykanizsa, Siófok und Székesfehérvár nach der ungarischen Hauptstadt Budapest. Sie ist abschnittsweise elektrifiziert und zweigleisig ausgebaut. Der Abschnitt am südlichen Balatonufer wird wegen seiner ufernahen Streckenführung auch Balaton-Südstrecke genannt.

## Geschichte
Zum Bau einer Bahnstrecke zwischen Budapest und der Österreichischen Südbahn Wien–Triest bei Poljčane sowie weiteren Eisenbahnstrecken in der ungarischen Reichshälfte des Kaisertums Österreich wurde 1856 die Eisenbahngesellschaft Kaiser Franz Joseph-Orientbahn (KFJOB) konzessioniert. Ende 1857 war mit den Bauarbeiten unter Leitung von Karl von Etzel an der Strecke bei Ptuj und Nagykanizsa begonnen worden; im darauffolgenden Jahr fusionierte die KFJOB mit der Südbahn-Gesellschaft, welche nun als Konsortium ein Eisenbahnnetz aufbauen sollte. Der Abschnitt Pragersko–Nagykanizsa konnte am 24. April 1860 für den öffentlichen Verkehr in Betrieb genommen werden, am 1. April 1861 folgte die Eröffnung der restlichen Strecke bis Budapest-Déli. Sie schaffte eine Verbindung zwischen dem südwestlichen Teil Transdanubiens und dem Österreichischen Küstenland am Adriatischen Meer.
Der Bau einer Bahnstrecke entlang des südlichen Balatonufers geschah auch auf Anregen des Grafen und Staatsreformers István Széchenyi, der sich um den Aufbau eines Eisenbahnnetzes in Ungarn bemühte. Ersuche von Ortsvorstehern an der nördlichen Seite des Sees, die Strecke entlang ihres Ufers zu trassieren, wurden wegen der zusätzlichen Länge von über 20 Kilometern und dem topografisch schwierigeren Gelände abgelehnt. Erst 1909 wurde eine Eisenbahnstrecke zwischen Börgönd und Tapolca auf der Nordseite des Balatons erbaut.
Nach dem Verlust der Lombardei und Venetiens 1859 bzw. 1866 und der dortigen Bahnstrecken durch das Kaisertum Österreich erklärte die Eisenbahngesellschaft ihre Bahnbauaktivitäten für abgeschlossen. Der Staat schloss mit dem Unternehmen, das sich fortan k.k. privilegierte Südbahn-Gesellschaft nannte, einen am 1. Januar 1870 beginnenden 99-jährigen Betriebsvertrag ab. Mit dem Österreichisch-Ungarischen Ausgleich von 1867 befanden sich innerhalb der Doppelmonarchie die ersten 52 Kilometer bis nahe Središče ob Dravi in der österreichischen, die anderen 278 Kilometer bis Budapest in der ungarischen Reichshälfte.
Die Strecke besaß zum Zeitpunkt ihrer Eröffnung ein hohes Maß an Sicherungsvorkehrungen. Die Einfahrten der Bahnhöfe waren von der freien Strecke kommend durch Distanzsignale gedeckt, den Vorläufern von Einfahrsignalen. Entlang der 330 Kilometer langen Strecke wurden insgesamt 193 Posten errichtet, die sich in einem durchschnittlichen Abstand von 1,7 Kilometern zueinander befanden, sodass sich die Bahnwärter gegenseitig über herannahende Züge benachrichtigen konnten. 1868 eröffnete die Südbahn-Gesellschaft ihre Strecke Nagykanizsa–Barcs, sodass zwischen Murakeresztúr und Nagykanizsa die beiden eingleisigen Strecken parallel verliefen. Ende des 19. Jahrhunderts wurden sie in diesem Abschnitt zu einer zweigleisigen Strecke zusammengefasst; nach 1945 wurde das zweite Streckengleis jedoch wieder abgebaut.
Der weitere zweigleisige Ausbau und die Elektrifizierung mit 25 kV, 50 Hz Wechselspannung auf ungarischer Seite gestalteten sich zeitlich wie folgt:
| Streckenabschnitt      | Streckenabschnitt      | Fertigstellung Zweigleisigkeit | Fertigstellung Elektrifizierung |
| Von                    | Bis                    | Fertigstellung Zweigleisigkeit | Fertigstellung Elektrifizierung |
| ---------------------- | ---------------------- | ------------------------------ | ------------------------------- |
| Murakeresztúr          | Nagykanizsa            | um 1890 etwa 1950 abgebaut     | 1998                            |
| Nagykanizsa            | Balatonszentgyörgy     | —                              | 1998                            |
| Balatonszentgyörgy     | Fonyód                 | —                              | 1990                            |
| Fonyód                 | Balatonlelle felső     | —                              | 1989                            |
| Balatonlelle felső     | Balatonszemes elágazás | 2018                           | 1989                            |
| Balatonszemes elágazás | Zamárdi felső          | —                              | 1989                            |
| Zamárdi felső          | Siófok                 | 2015                           | 1989                            |
| Siófok                 | Siófok-Teher           | 2015                           | 1988                            |
| Siófok-Teher           | Szabadbattyán          | —                              | 1988                            |
| Szabadbattyán          | Székesfehérvár         | 1940                           | 1988                            |
| Székesfehérvár         | Dinnyés                | 1928                           | 1987                            |
| Dinnyés                | Kápolnásnyék           | 1929                           | 1987                            |
| Kápolnásnyék           | Baracska               | 1952                           | 1987                            |
| Baracska               | Tárnok                 | 1953                           | 1987                            |
| Tárnok                 | Budapest-Kelenföld     | 2013                           | 1987                            |
| Budapest-Kelenföld     | Budapest-Déli          | 1958                           | 1981                            |

Da die Südbahn-Gesellschaft Nutzungsgebühren für ihre Strecken und Anlagen verlangte, wählte die ungarische Staatsbahn Magyar Államvasutak beim Bau ihrer Strecke nach Szentlőrinc zwischen Budapest-Kelenföld und Érd eine parallele Streckenführung zur bestehenden Südbahn. Züge der MÁV an das Nordufer des Balatons, das 1909 mit der Bahnstrecke Börgönd–Tapolca erschlossen wurde, konnten daraufhin auf Staatsbahnstrecken über Pusztaszabolcs an ihr Ziel gelangen. Von dieser Betriebsführung im Südwesten Budapests zeugt der Haltepunkt Albertfalva, welcher ursprünglich als Bahnhof Budafok délivasút von der Südbahn-Gesellschaft betrieben wurde und bis heute nur über Bahnsteige an dieser Bahnstrecke verfügt, während die Bahnstrecke Budapest-Kelenföld–Szentlőrinc nur wenige Meter entfernt vorbeiführt.
Nach dem Ende des Ersten Weltkrieges und der dadurch veränderten geopolitischen Lage in Europa befand sich die Strecke von Pragersko bis zur Brücke über die Mur bei Murakeresztúr ab 1918 auf dem Gebiet des neu gegründeten Königreiches Jugoslawien. In Jugoslawien übernahm die Betriebsführung die Jugoslovenske Državne Železnice, in Ungarn wurde die Déli Vaspályatársaság (Südbahn-Gesellschaft) 1923 in Duna-Száva-Adria-Vasúttársaság (Donau-Save-Adria Eisenbahn-Gesellschaft) umbenannt. 1932 ging das Unternehmen in den Ungarischen Staatsbahnen auf.
Am 30. Dezember 1958 wurde die Verbindungskurve zwischen dem Bahnhof Tárnok und der Abzweigstelle Érd elágazás an der Bahnstrecke Budapest-Kelenföld–Szentlőrinc in Betrieb genommen, mit der sich das Verkehrsaufkommen der Budapester Vororte auf beide Strecken verteilen kann. Beim Ausbau des Abschnittes Tárnok–Budapest-Kelenföld zwischen 2012 und 2014 wurden die Bahnhöfe Érd alsó und Albertfalva zu Haltepunkten zurückgebaut, der Bahnhof Nagytétény verlor seinen Personenverkehr an den neuen Haltepunkt Kastélypark und nimmt seither nur noch betriebliche Aufgaben wahr. In Dinnyés wurde bereits 2010 ein neuer Haltepunkt eröffnet, der bisherige Bahnhof Dinnyés fungiert seitdem als Überleitstelle Ódinnyés forgalmi kitérő.
Der Abschnitt Pragersko–Ormož und die weiterführende Strecke über Murska Sobota nach Ungarn sind Teil des TEN-V-Prioritätsprojekts Nr. 6 Lyon–Triest–Divača/Koper–Divača–Ljubljana–Budapest–Tschop. Zwischen 2009 und 2015 wurden diese Abschnitte saniert und die Streckenklasse von C3 auf D4 erhöht; mit dem Einsatz von Neigetechnik sind nun Geschwindigkeiten von bis zu 160 km/h möglich. Von 2013 bis 2016 erfolgte die Elektrifizierung des Abschnittes mit 3 kV Gleichspannung bis zum Bahnhof Hodoš an der ungarischen Grenze.

## Streckenbeschreibung

### Verlauf
Die Strecke beginnt in Pragersko im Nordosten Sloweniens. Sie zweigt aus der einstigen Österreichischen Südbahn Wien–Triest ab und verläuft über Kidričevo bis kurz vor Ptuj in absolut geradliniger West-Ost-Richtung, ehe sie dort den Fluss Drau in nordöstlicher Richtung überquert, um dann ihren geradlinigen Verlauf nach Osten fortzusetzen. Kurz vor Ormož schmiegt sie sich wieder an die Drau an, überquert diese aber nicht, sondern führt weiter nach Osten an die Grenze zu Kroatien bei Središče ob Dravi. Auch durch dieses Land führt die Strecke nahezu ohne Biegungen über Čakovec und Donji Kraljevec bis an die ungarische Grenze bei Kotoriba, die hier der Fluss Mur bildet.
Von Murakeresztúr führt die Strecke weiter über Nagykanizsa und Zalakomár nach Nordosten, bis sie in Balatonszentgyörgy den Balaton (deutsch Plattensee) erreicht. Über Fonyód, Balatonboglár, Balatonlelle und Siófok verläuft die Strecke unmittelbar entlang des Seeufers, ehe sie sich in Balatonaliga, am östlichen Ende des größten Binnensees Mitteleuropas, von diesem abwendet und nordöstlich über Szabadbattyán nach Székesfehérvár führt. Von dort verläuft sie abermals in Richtung Nordosten über Gárdony – entlang des Velencer Sees –, Velence, Martonvásár, Tárnok und Érd in die ungarische Hauptstadt Budapest, deren Südbahnhof sie nach Unterquerung des Gellértberges erreicht.

### Betriebsstellen
Aufgrund der vorherrschenden Amtssprachen zur Zeit der Streckeneröffnung besaßen die Betriebsstellen neben ihren lokalen Bezeichnungen im österreichischen Teil auch deutsche bzw. im ungarischen Einflussgebiet ungarische Namen; innerhalb Ungarns wurden nur größere Bahnhöfe auch in Deutsch ausgewiesen. Nach der Bildung Jugoslawiens wurden die Stationsbezeichnungen zudem teilweise in kyrillischer Schrift angeschrieben.
Nicht aufgeführte Betriebsstellen bekamen aufgrund ihres Eröffnungsdatums keine deutsche oder ungarische Bezeichnung mehr oder eine anderssprachige/frühere Bezeichnung ist nicht vorhanden oder bekannt.
Slowenischer Abschnitt
| Slowenisch     | Deutsch      |
| -------------- | ------------ |
| Pragersko      | Pragerhof    |
| Cirkovce       | Zirkovetz    |
| Strnišče       | Sternthal    |
| Ptuj           | Pettau       |
| Moškanjci      | Moschganzen  |
| Velika Nedelja | Groß Sonntag |
| Ormož          | Friedau      |
| Središče       | Polstrau     |

Kroatischer Abschnitt
| Kroatisch        | Deutsch    | Ungarisch                         |
| ---------------- | ---------- | --------------------------------- |
| Macinec          |            | Miksavár                          |
| Čakovec          | Csakathurn | Csáktornya                        |
| Mala Subotica    |            | Kisszabadka                       |
| Donji Kraljevec  | Králjevecz | Alsó-Králjevecz Murakirály-Perlak |
| Donji Mihaljevec |            | Alsómihályfalva                   |
| Kotoriba         | Kottori    | Kotor-Alsódomború                 |

Ungarischer Abschnitt
| Heutige Bezeichnung      | Ehemalige ungarische Bezeichnungen                                         | Abweichende deutsche Bezeichnung |
| ------------------------ | -------------------------------------------------------------------------- | -------------------------------- |
| Murakeresztúr            | Mura Keresztúr                                                             |                                  |
| Nagykanizsa              | Kanizsa                                                                    | Groß-Kanizsa                     |
| Zalakomár                | Komárváros                                                                 |                                  |
| Balatonszentgyörgy       | Keszthely Keszthely külső pályaudvar                                       |                                  |
| Balatonberény            | Balaton-Berény-fürdő 1. sz. őrház                                          |                                  |
| Balatonmáriafürdő        | Balatonkeresztúr fürdő                                                     |                                  |
| Máriahullámtelep         | Balatonmáriafürdő megálló Balatonmáriafürdő alsó                           |                                  |
| Balatonfenyves alsó      | 99. sz. őrház Balatonmáriafürdő felső                                      |                                  |
| Balatonfenyves           | Máriatelep                                                                 | Ausweiche Fonyód                 |
| Alsóbélatelep            | Bélatelep alsó Fonyódszéplak                                               |                                  |
| Fonyód                   | Fonyód-Fürdőtelep                                                          |                                  |
| Jankovich-telep          | Balatonboglár alsó                                                         |                                  |
| Balatonboglár            | Boglár                                                                     |                                  |
| Balatonboglár felső      | Balatonlellei alsó megálló Balatonboglár mh.                               |                                  |
| Balatonszemes            | Balatonszemes-fürdő                                                        |                                  |
| Szántód                  | Szántód Szántód-Kőröshegy                                                  |                                  |
| Szabadifürdő             | Balatonszabadi                                                             |                                  |
| Szabadisóstó             | Balatonszabadi-Sóstó                                                       |                                  |
| Kiscséripuszta           | Polgárdi                                                                   |                                  |
| Szabadbattyán            | Csíkvár Szabad-Battyán                                                     |                                  |
| Székesfehérvár           | Székesfejérvár                                                             | Stuhlweißenburg                  |
| Ódinnyés forgalmi kitérő | Dinnyés                                                                    |                                  |
| Velencefürdő             | Velence Kisvelence                                                         |                                  |
| Kápolnásnyék             | Nyék                                                                       |                                  |
| Tétényliget              | Nagytétény-Érdliget                                                        |                                  |
| Budafok                  | Budafok megállóhely Budafok délivasút mh. Budafok megálló Budafok-Belváros | Wachhaus Promontor               |
| Albertfalva              | Budafok délivasút Albertfalva-Budafok Budafok-Albertfalva                  | Promontor                        |
| Budapest-Kelenföld       | Újbuda Budapest-Kelenföld Kelenföld                                        |                                  |
| Budapest-Déli            | Budapest DV Budapest Déli V. P.udv. Budapest-Déli pu.                      | Ofen                             |

## Betrieb
Im slowenischen Abschnitt verkehren zwischen Pragersko und Ormož Regionalzüge; der InterCity Koper–Hodoš hält in Pragersko, Kidričevo, Ptuj und Ormož. Im kroatischen Abschnitt fahren Regionalzüge zwischen Macinec und Čakovec sowie zwischen Čakovec und Kotoriba. Montags bis freitags verkehren täglich zwei grenzüberschreitende Zugpaare zwischen Ormož und Čakovec, an Wochenenden nur eines.
Der ungarische Streckenabschnitt wird besonders von Eilzügen der Relation Budapest–Székesfehérvár–Balatonszentgyörgy–Keszthely frequentiert, welche die Strandbäder des südlichen Balatonufers bedienen. Die meisten Regionalzüge verkehren zwischen Székesfehérvár und Siófok sowie zwischen Fonyód und Balatonszentgyörgy; im Abschnitt Siófok–Fonyód ist das Nahverkehrsangebot eher schwach. Zwischen Székesfehérvár und Budapest herrscht ein hohes Aufkommen von Nah- und Fernzügen, wobei einige Züge zwischen Tárnok und Budapest-Kelenföld die parallele Strecke über Érd felső nutzen.
Grenzüberschreitend verkehrt jeweils einmal täglich in beide Richtungen ein InterCity zwischen Ljubljana und Budapest sowie zwischen Koper und Budapest über Pragersko.